# 飞兔
飞兔，是中国传说的异兽，生活在天池之山,像兔子,能用自己背上的毛来飞。另说传说中的马名。记载于《汉唐地理书钞》辑《括地图》，一作“飞菟”。另说是飞鼠别名。

## 记载
《吕氏春秋·离俗》: “飞兔、要褭,古之骏马也。”
高诱注: “飞兔、要褭皆马名也,日行万里,驰若兔之飞,因以为名也。”
《汉唐地理书钞》辑《括地图》: “天池之山,有兽如兔,名曰飞兔,以背毛飞。”
《宋书·符瑞志》: “飞菟者,马之名也,状如兔而鼠首。”

## 参看
- 中国妖怪列表